# Kaburaki Go
Kaburaki Go (鏑木 豪 Kaburaki Go, sinh ngày 26 tháng 8 năm 1977) là một cựu cầu thủ bóng đá người Nhật Bản.

## Thống kê câu lạc bộ
| Thành tích câu lạc bộ | Thành tích câu lạc bộ | Thành tích câu lạc bộ | Giải vô địch | Giải vô địch | Cúp                   | Cúp                   | Cúp Liên đoàn | Cúp Liên đoàn | Tổng cộng | Tổng cộng |
| Mùa giải              | Câu lạc bộ            | Giải vô địch          | Số trận      | Bàn thắng    | Số trận               | Bàn thắng             | Số trận       | Bàn thắng     | Số trận   | Bàn thắng |
| Nhật Bản              | Nhật Bản              | Nhật Bản              | Giải vô địch | Giải vô địch | Cúp Hoàng đế Nhật Bản | Cúp Hoàng đế Nhật Bản | J.League Cup  | J.League Cup  | Tổng cộng | Tổng cộng |
| --------------------- | --------------------- | --------------------- | ------------ | ------------ | --------------------- | --------------------- | ------------- | ------------- | --------- | --------- |
| 1999                  | Yokohama F. Marinos   | J1 League             | 0            | 0            | 0                     | 0                     | 0             | 0             | 0         | 0         |
| 1999                  | Júbilo Iwata          | J1 League             | 0            | 0            | 0                     | 0                     | 0             | 0             | 0         | 0         |
| 2000                  | Yokohama F. Marinos   | J1 League             | 0            | 0            | 0                     | 0                     | 0             | 0             | 0         | 0         |
| 2001                  | FC Tokyo              | J1 League             | 0            | 0            | 0                     | 0                     | 0             | 0             | 0         | 0         |
| 2002                  | Vissel Kobe           | J1 League             | 0            | 0            | 0                     | 0                     | 0             | 0             | 0         | 0         |
| 2002                  | Avispa Fukuoka        | J2 League             | 0            | 0            | 0                     | 0                     | -             | -             | 0         | 0         |
| 2003                  | Mito HollyHock        | J2 League             | 13           | 0            | 0                     | 0                     | -             | -             | 13        | 0         |
| 2004                  | Mito HollyHock        | J2 League             | 3            | 0            | 0                     | 0                     | -             | -             | 3         | 0         |
| Quốc gia              | Nhật Bản              | Nhật Bản              | 16           | 0            | 0                     | 0                     | 0             | 0             | 16        | 0         |
| Tổng                  | Tổng                  | Tổng                  | 16           | 0            | 0                     | 0                     | 0             | 0             | 16        | 0         |